# Piper montealegreanum
Piper montealegreanum är en pepparväxtart som beskrevs av Truman George Yuncker. Piper montealegreanum ingår i släktet Piper och familjen pepparväxter. Inga underarter finns listade i Catalogue of Life.